# Kanton Nœux-les-Mines
Der Kanton Nœux-les-Mines ist seit 1973 ein französischer Wahlkreis im Arrondissement Béthune, im Département Pas-de-Calais und in der Region Hauts-de-France; sein Hauptort ist Nœux-les-Mines.

## Gemeinden
Der Kanton besteht aus 13 Gemeinden mit insgesamt 41.158 Einwohnern (Stand: 1. Januar 2022) auf einer Gesamtfläche von 59,97 km²:
| Gemeinde               | Einwohner 1. Januar 2022 | Fläche km² | Dichte Einw./km² | Code INSEE | Postleitzahl |
| ---------------------- | ------------------------ | ---------- | ---------------- | ---------- | ------------ |
| Barlin                 | 7.330                    | 6,18       | 1.186            | 62083      | 62620        |
| Drouvin-le-Marais      | 610                      | 2,12       | 288              | 62278      | 62131        |
| Fouquereuil            | 1.630                    | 2,01       | 811              | 62349      | 62232        |
| Fouquières-lès-Béthune | 1.111                    | 2,42       | 459              | 62350      | 62232        |
| Gosnay                 | 946                      | 2,21       | 428              | 62377      | 62199        |
| Haillicourt            | 4.974                    | 4,46       | 1.115            | 62400      | 62940        |
| Hersin-Coupigny        | 6.098                    | 12,02      | 507              | 62443      | 62530        |
| Hesdigneul-lès-Béthune | 842                      | 2,59       | 325              | 62445      | 62196        |
| Houchin                | 735                      | 4,50       | 163              | 62456      | 62620        |
| Labourse               | 2.876                    | 4,67       | 616              | 62480      | 62113        |
| Nœux-les-Mines         | 11.384                   | 8,84       | 1.288            | 62617      | 62290        |
| Ruitz                  | 1.493                    | 4,96       | 301              | 62727      | 62620        |
| Vaudricourt            | 1.129                    | 2,99       | 378              | 62836      | 62131        |
| Kanton Nœux-les-Mines  | 41.158                   | 59,97      | 686              | 6235       | –            |

Der Kanton bestand bis zur landesweiten Neugliederung der Kantone 2015 aus vier Gemeinden: Beuvry, Labourse, Nœux-les-Mines und Sailly-Labourse.